# Philibertia
Philibertia là chi thực vật có hoa trong họ Apocynaceae.